# Mosteiro de Arcádi
O Mosteiro de Arcádi (em grego: Μονή Αρκαδίου; romaniz.: Moní Arcadíou) é um mosteiro ortodoxo situado num planalto fértil 23 km a sudeste de Retimno na ilha de Creta, Grécia, na unidade regional de Retimno. A atual construção data do século XVI e é marcada pela influência renascentista, devido ao facto de Creta ser então uma possessão da República de Veneza.
A influência veneziana manifesta-se na arquitetura, que mistura elementos românicos e barroca. A igreja, situada no centro do complexo principal do mosteiro, tem duas naves e foi destruída pelos otomanos em 1866, tendo sido reconstruída depois. Desde o século XVI que o mosteiro foi um lugar de ciência e de arte, dispondo de uma escola e de uma rica biblioteca, onde se guardam numerosos livros antigos. Rodeada de muros altos e espessos, no cimo de um planalto de difícil acesso, o mosteiro é uma verdadeira fortaleza.
Arcádi foi um dos centros mais importantes e ativos da resistência contra a ocupação otomana e por isso é muito célebre. Durante a revolta cretense de 1866-1869, 943 gregos refugiaram-se no mosteiro. Entre eles havia muitos resistentes, mas na sua maioria eram mulheres e crianças. Depois de três dias de combates, sob o comando do hegúmeno (abade) Gabriel Marinaquis, os cretenses fizeram explodir os barris de pólvora, preferindo sacrificarem-se a renderem-se. Todos os ocupantes e refugiados morreram exceto uma centena no assalto final das tropas otomanas. Nos combates morreram também cerca de 1 500 turcos e egípcios (ou o dobro disso segundo algumas fontes). A explosão não pôs fim à insurreição, que acabaria reprimida três anos depois, mas atraiu a atenção da Europa Ocidental sobre um povo que se batia destemidamente pela sua independência.
O mosteiro é atualmente um santuário nacional em honra da resistência cretense. O dia 8 de novembro, aniversário do massacre de 1866, é comemorado no mosteiro e em Retimno.

## Topografia

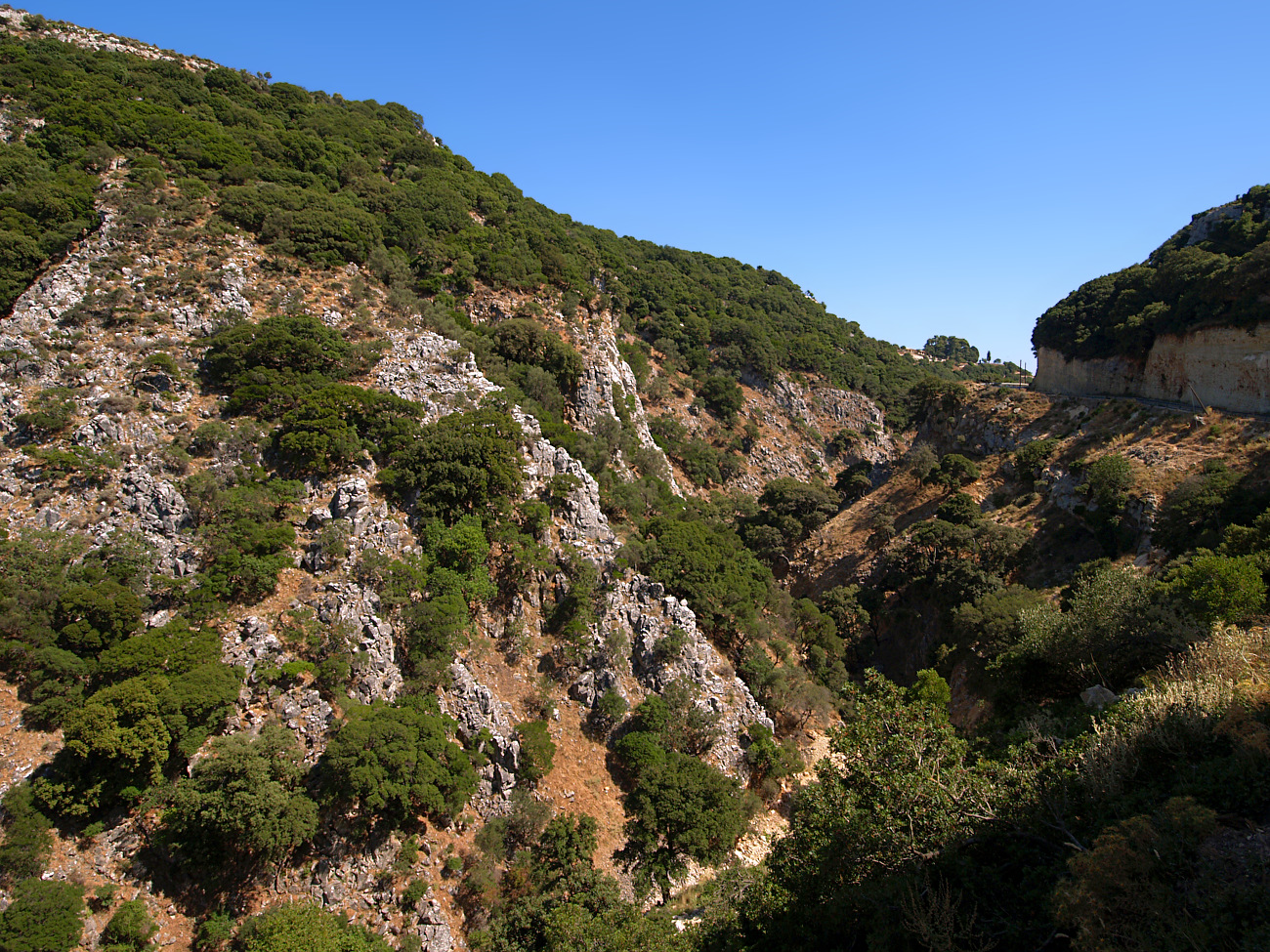
A escarpa à beira da qual se encontra o mosteiro

O mosteiro ergue-se no cimo de uma escarpa, na extremidade de um planalto aproximadamente quadrangular, com cerca de 6,6 km de lado, situado a noroeste do monte Ida (Psilorítis), a cerca de 500 metros de altitude. A região é fértil e ali crescem várias vinhas, olivais e florestas de pinheiros, carvalhos e ciprestes. O planalto está rodeado de colinas e na sua parte ocidental, onde se encontra o mosteiro, é cortado abruptamente por gargantas rochosas que vão desde a zona de Tabacaria ("curtumes") até Stavromenos, na costa a leste de Retimno. As gargantas de Arcádi têm uma grande diversidade de plantas e flores silvestres endémicas.
A região é povoada desde a Antiguidade. A presença do Psilorítis, uma montanha sagrada que segunda a lenda foi escolhida para ali crescer Zeus, favoreceu a implantação dos homens. Cinco quilómetros a nordeste do mosteiro encontram-se as ruínas da antiga cidade de Eleuterna, que conheceu o seu apogeu na época de Homero e nos períodos clássico e romano, mas cuja influência perdurou ao longo dos períodos paleocristão e bizantino.
A localidade mais próxima do mosteiro é a aldeia de Amnato, situada cerca de três quilómetros a norte. As aldeias em volta de Arcádi são ricas em vestígios bizantinos, o que atesta a prosperidade da região. O mosteiro de Arsínio, alguns quilómetros a norte do de Arcádi, é igualmente um dos grandes mosteiros de Creta.
O mosteiro ter a forma de um paralelogramo quase retangular, que cobre uma superfície total de 5 200 m². O conjunto assemelha-se a uma fortaleza que se estende por 78,5 metros no lado norte, 73,5 m  a sul, 71,8 m a leste e 67 m a oeste.

## História

### Fundação

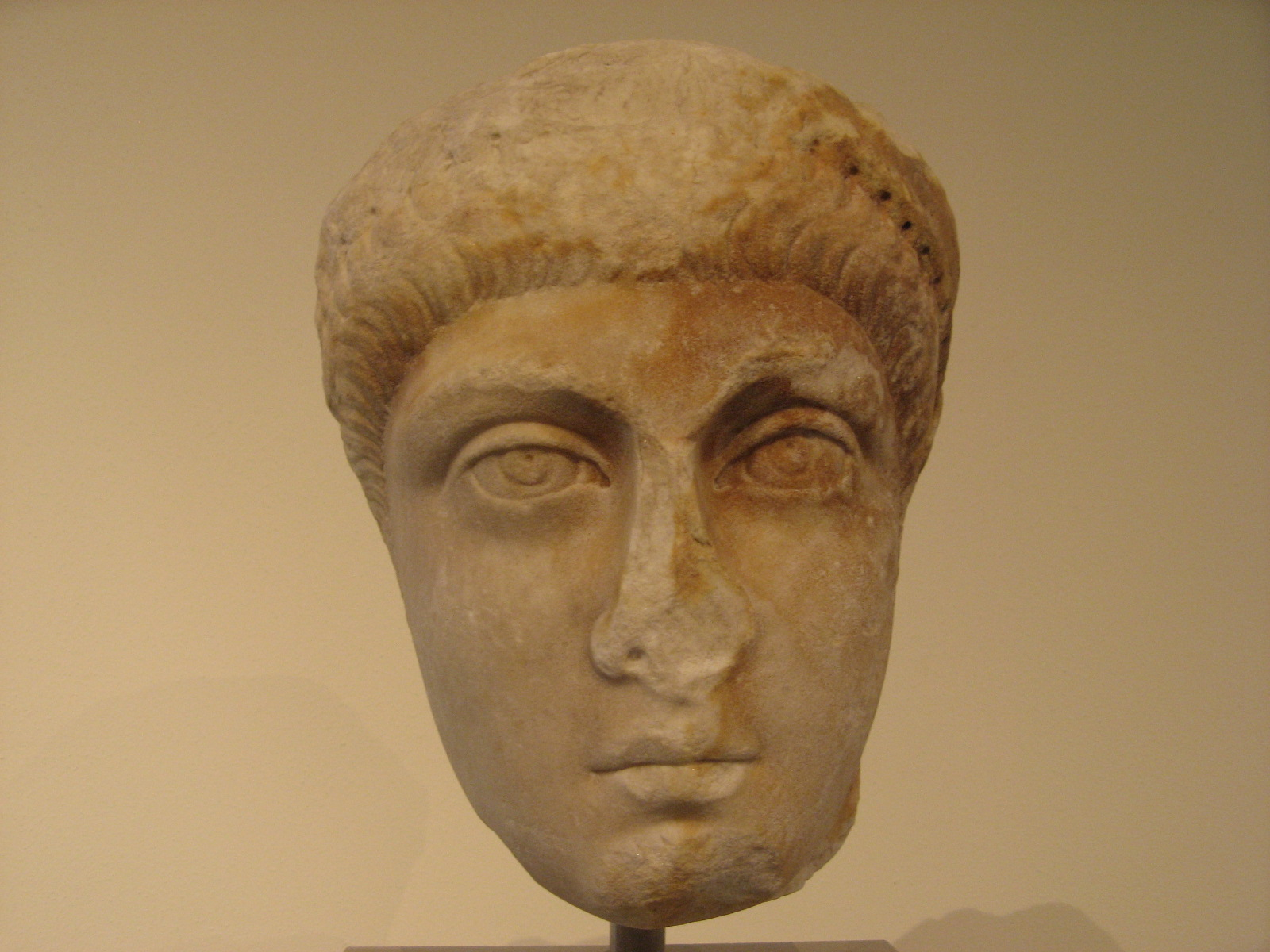
Busto do imperador bizantino Arcádio, o fundador do mosteiro segundo a tradição

Não se conhece com exatidão a data da fundação do mosteiro. Consoante as versões das tradições, o fundador teria sido o imperador bizantino Heráclio (r. 610–641) ou o seu homólogo Arcádio (r. 395–411). Segundo esta última versão, o nome do mosteiro deve-se ao imperador. A existência em Creta de numerosos mosteiros ostentando o nome do monge fundador é muito comum, o que conduz a que a hipótese mais provável é que Arcádio seja o nome do monge que fundou o mosteiro durante o período bizantino.
Na opinião de Joseph Pitton de Tournefort (1656–1708), o mosteiro foi construído no local de uma antiga cidade, Arcádia. Segundo a lenda, as fontes da cidade e dos arredores pararam de correr quando a cidade foi destruída, para só voltarem a correr quando o mosteiro foi construído. No entanto, já em 1837 que Robert Pashley punha em evidência a impossibilidade do mosteiro ter sido construído sobre qualquer cidade e atualmente essa hipótese tem muito pouca credibilidade.
A prova mais antiga da existência do mosteiro poderá datar do século XIV. Em 1951, o professor K. D. Kalokyris publicou a descoberta de uma inscrição datada desse século que comprova a existência nessa época de um mosteiro dedicado a São Constantino. Nessa inscrição lê-se: «A igreja tem o nome de Arcádi e ela é consagrada a São Constantino» Supõe-se que a inscrição estaria no frontão de uma igreja mais antiga do que a que existe hoje, ou então por cima da porta de entrada do mosteiro.

### Restaurações

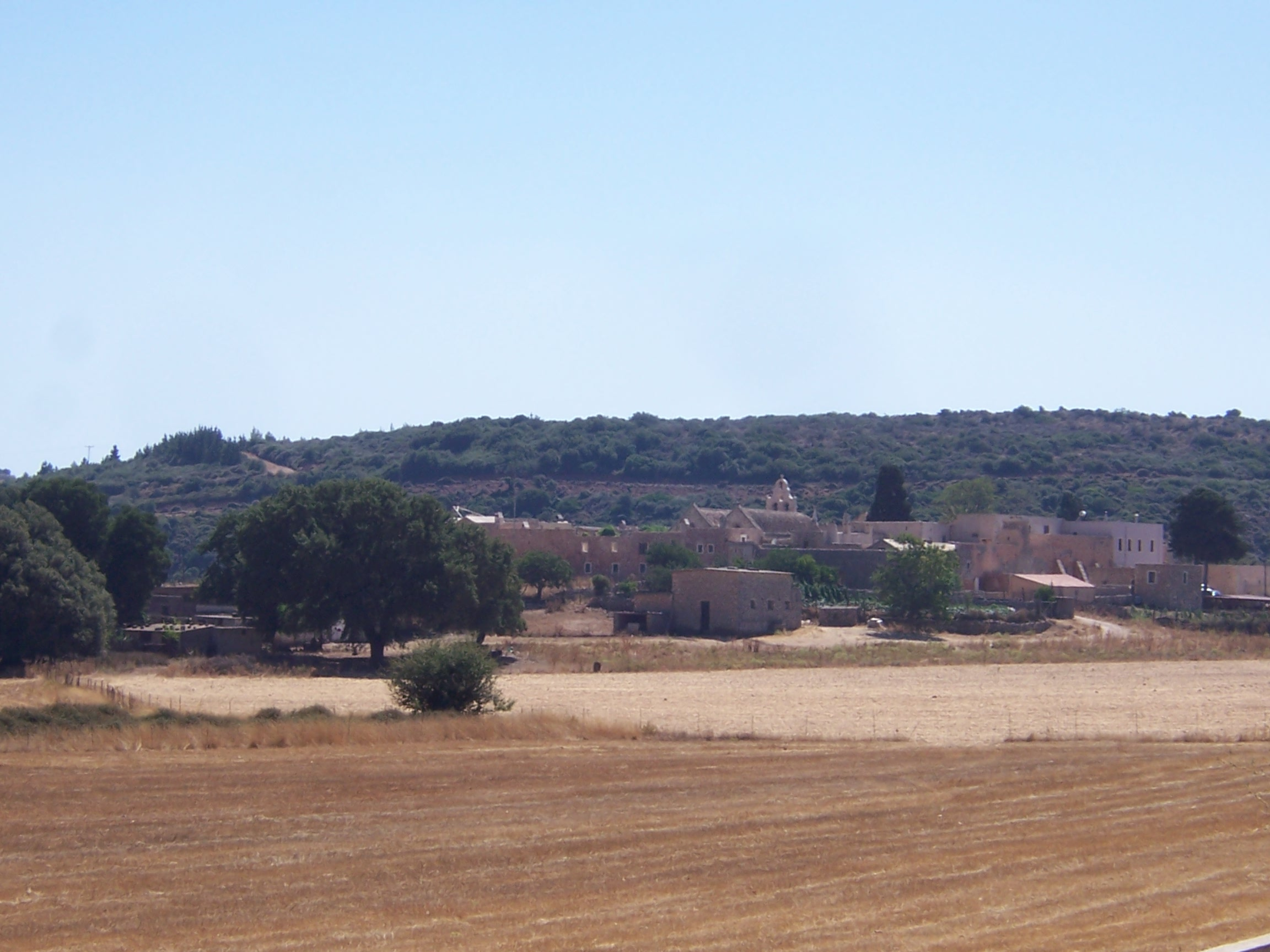
Vista do mosteiro desde o planalto de Arcádi

No final do século XVI, um período de intensa criação cultural e artística em Creta, o mosteiro foi restaurado e transformado. Os seus proprietários eram então Klimis e Vissarion Chortatsis, da família dos Chortatsis (ou Hortatsis) de Retimno cujo nome está associado à Renascença cretense. Um dos membros mais célebres dessa família foi o poeta e dramaturgo Georgios Chortatsis, autor da tragédia Erofili. O hegúmeno do mosteiro era então Klimis Chortatsis, que em 1573, transformou o mosteiro em mosteiro de cenobitas.
A fachada do edifício data provavelmente de 1586. A igreja de duas naves atualmente existente data dessa época. Uma inscrição na base do campanário fá-la remontar a 1587, quando Klimis Chortatsis era o hegúmeno. A construção da igreja demorou 25 anos e pode supor-se que a primeira pedra foi colocada em 1562. Klimis Chortatsis morreu provavelmente pouco depois de ter visto a sua obra terminada e aparentemente já tinha morrido quando a nova igreja foi inaugurada. Foi encontrada uma carta do Patriarca de Alexandria Melécio I onde se lê que a cerimónia de inauguração foi confiada ao sucessor de Klimis, o hegúmeno Mitrofanis Tsyrigos. Apesar da carta não estar datada, ela foi escrita entre 1590, ano em que Melécio foi ordenado patriarca, e 1596, ano em que o hegúmeno Nicéforo sucedeu a Tsygiros.
Durante os mandatos desses três primeiros hegúmeno do novo mosteiro e até ao início do século XVII, o mosteiro de Arcádi conheceu um desenvolvimento assinalável, tanto no plano económico como no plano cultural. O mosteiro tornou-se um grande centro de cópia de manuscritos, cuja maior parte se perdeu com a destruição levada a cabo pelos otomanos em 1866, embora se conservem alguns em bibliotecas fora da Grécia. O mosteiro foi expandido com a construção de estábulos em 1610 e do refeitório em 1670.

### Período otomano

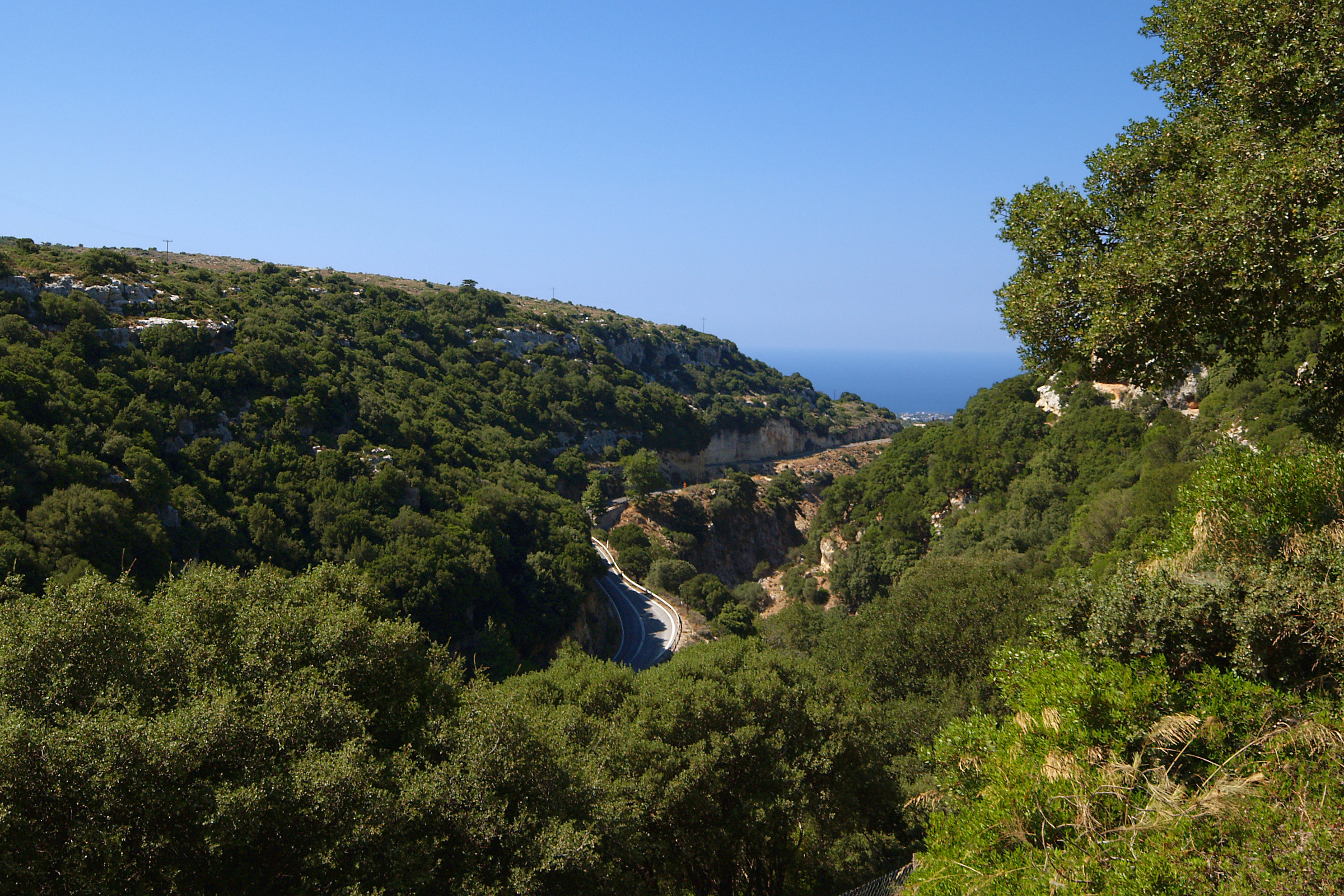
Vista da garganta em frente ao muro ocidental do mosteiro desde as proximidades da porta principal; ao fundo avista-se o mar de Creta, a parte mais meridional do mar Egeu

Em 1645 teve início a conquista de Creta pelo Império Otomano. Na primavera de 1648 os otomanos já controlavam a maior parte da ilha, à exceção de Cândia (Heraclião), Grambússa, Espinalonga e Suda, que ainda permaneciam sob o domínio veneziano. Depois da conquista de Retimno em 1648, os invasores ocuparam gradualmente o interior e pilharam o mosteiro. Os monges e o hegúmeno Simeão Halciópulo refugiaram-se então no mosteiro de Vrontissi. Foram depois autorizados a regressar depois de jurarem lealdade ao comandante otomano Huceine Paxá. Este concede-lhes também autorização para tocar os sinos. O mosteiro de Arcádi tornou-se então conhecido em turco com o Çanli Manastir ("mosteiro onde tocam o sino"). Um firman (decreto imperial) veio autorizar a reconstrução dos mosteiros destruídos a partir da sua planta original, sem ampliações nem alterações. O mosteiro de Arcádi aproveitou esse firman, mas aparentemente foi mais longe do que o permitido erigindo novos edifícios.
Durante o período otomano, o mosteiro continua a prosperar, como testemunham os escritos de Joseph Pitton de Tournefort. Este viajante, para quem o mosteiro de Arcádi era o mais belo e o mais rico de Creta, relata que no convento viviam 100 religiosos e nos campos em volta viviam mais 200. As terras do mosteiro estendiam-se até ao mar de Creta, a norte, até Retimno a oeste e até ao cume do monte Ida a sul. Estas propriedades permitiam ao mosteiro viver do trabalho da terra. Tournefort fala em "400 medidas de azeite" produzidas anualmente, um número que poderia ser duplicado se não houvesse falta de mão de obra para apanhar toda a azeitona. O viajante francês fala também da adega do mosteiro, que tinha pelo menos 200 tonéis e cujos melhores vinhos tinham o nome do hegúmeno, que todos os anos os benzia com uma oração para esse efeito.

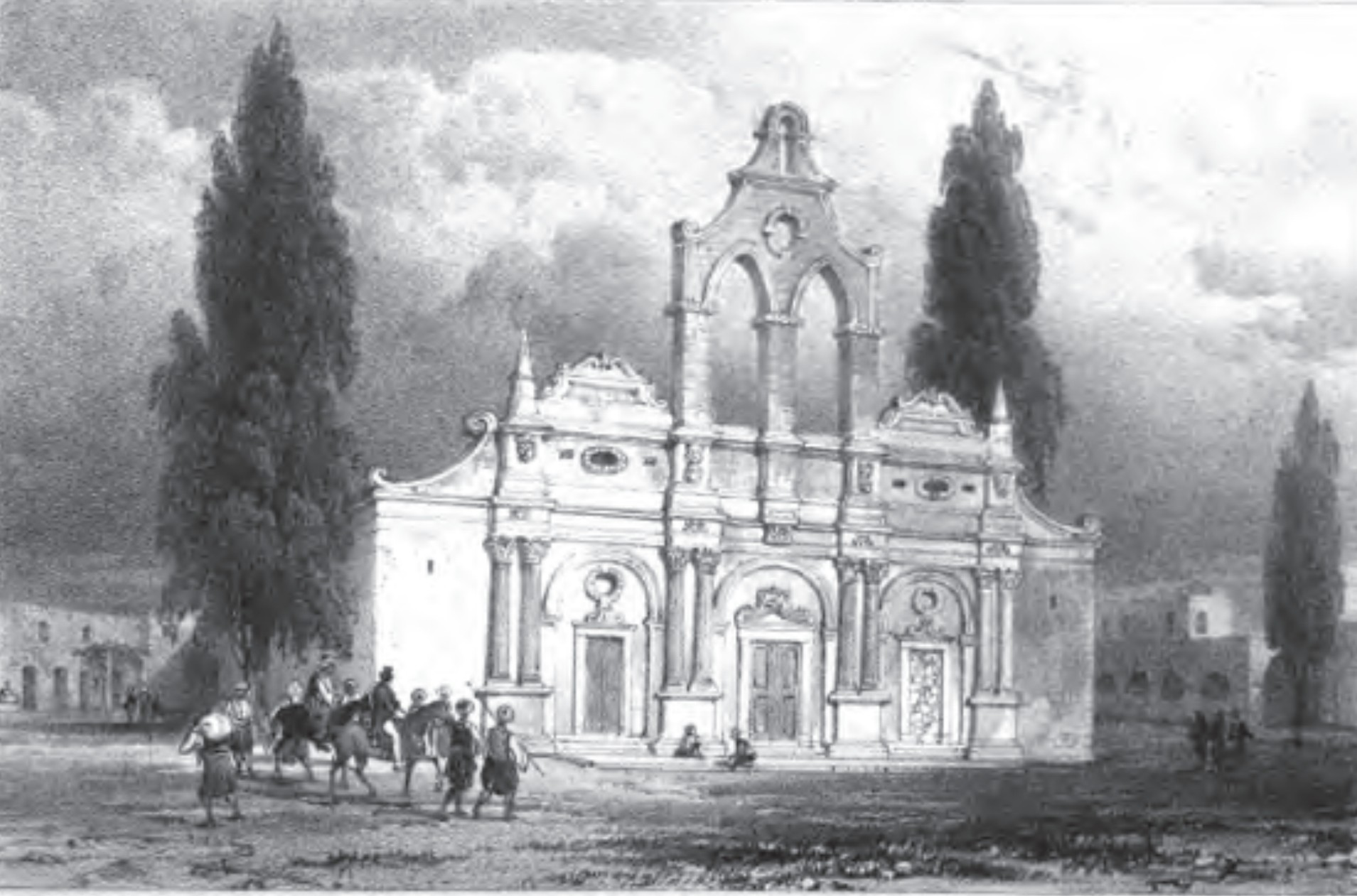
Gravura do mosteiro na década de 1830 da autoria de Robert Pashley

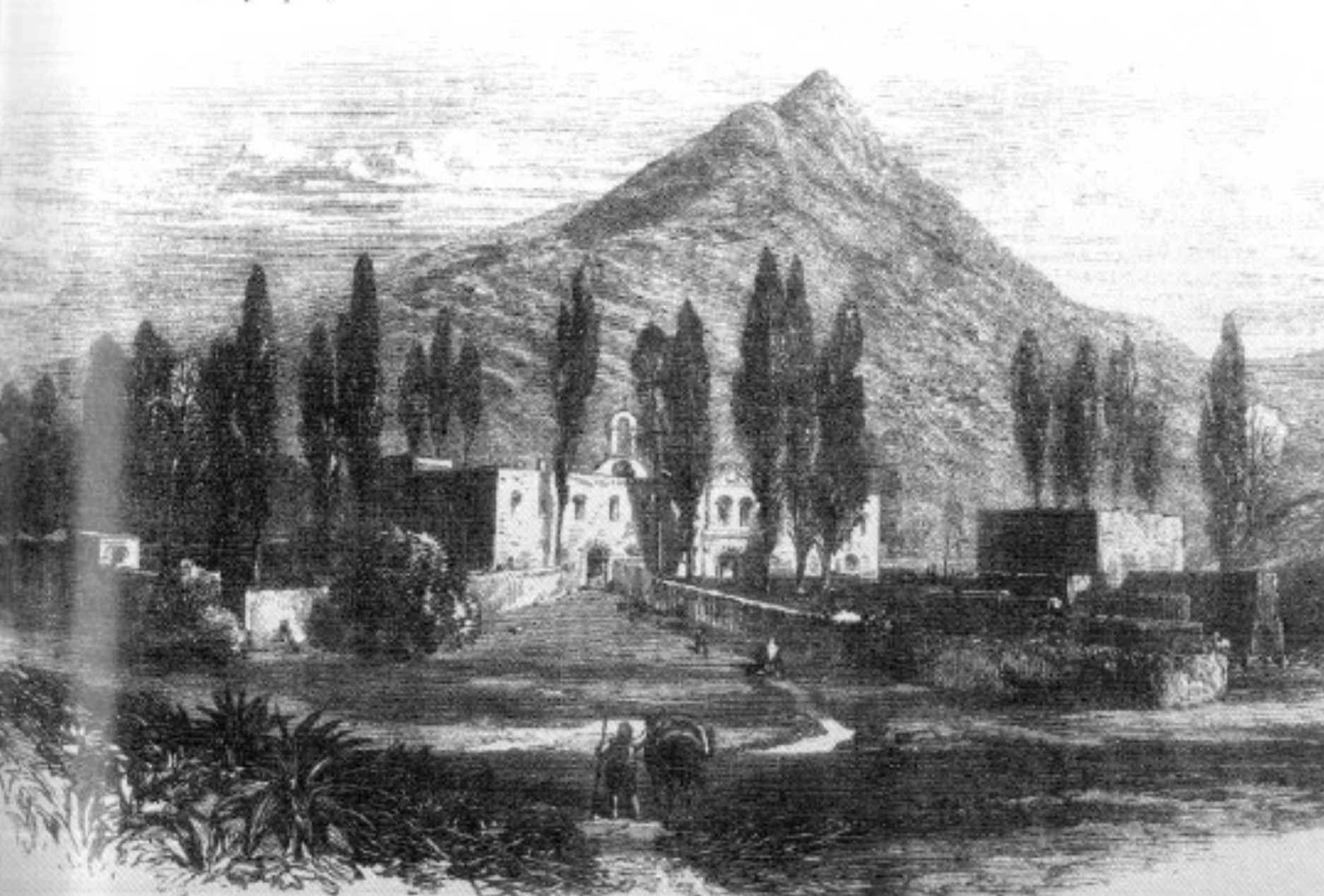
Outra gravura do mosteiro datada da primeira metade do século XIX

Ao que parece, o vinho produzido em Arcádi era afamado. Chamado malvasia, o nome de uma aldeia perto de Heraclião, o vinho produzido a partir das uvas do mosteiro, deu fama a Creta durante a época veneziana. Franz Wilhelm Sieber (1789–1844), que também visitou o mosteiro, fala igualmente da adega do hegúmeno e da produção de vinho com as excelentes uvas cultivadas em altitude, mas nota que a produção principal já não era malvasia.  Em contrapartida, mosteiro produzia muito milho.
No início do século XIX, o mosteiro parece ter conhecido um declínio. Sieber, que por lá passa cerca de um século depois de Tournefort e Pococke, não faz uma descrição tão elogiosa como a dos seus antecessores. Segundo ele, o mosteiro  tinha apenas oito padres e doze monges. Os trabalhos dos campos continuavam a ser feitos de forma regular, mas o mosteiro estava endividado; Sieber conta que o hegúmeno tinha que ir frequentemente a Retimno liquidar as suas dívidas.
Sieber descreveu a rica biblioteca do mosteiro, com mais de mil volumes, não só de obras religiosas, mas também de textos de Píndaro, Petrarca, Virgílio, Dante, Homero, Estrabão, Tucídides e Diodoro Sículo. No entanto, também salienta o mau estado dessas obras, dizendo que "nunca tinha visto livros em tão mau estado" e que não tinha sido capaz de distinguir as obras de Aristófanes das de Eurípides.
Em 1822, durante a guerra de independência da Grécia, um grupo de soldados otomanos comandados por um tal de Getimalis apoderou-se do mosteiro e saqueou-o. O mosteiro foi retomado pelos habitantes de Amári, que mataram Getimalis e os seus homens. Segundo outra versão deste episódio, um certo esfaquiota de nome António Melidono que tinha emigrado para Anatólia voltou a Creta à frente de um grupo de voluntários gregos da Anatólia para apoiar os cretenses na guerra de independência. Liderando 700 homens, Melidono empreendeu a travessia da ilha de oeste para leste e ao saber da pilhagem do mosteiro dirigiu-se para lá. O grupo chegou ao mosteiro à noite e após escalarem aos tetos dos edifícios, derramam matérias inflamáveis e lançam-lhes fogo. Seguidamente Melidono lança-se sobre Getimalis, deita-o por terra no exterior decidido a matá-lo. Mas é então que Getimalis jura que está disposto a converter-se ao cristianismo. Logo de seguida é realizado o batismo e o novo convertido foi posto em liberdade.
Este acontecimento trouxe um revés ao desenvolvimento do mosteiro, mas documentos otomanos e gregos mencionam a capacidade que o mosteiro tinha de fornecer comida aos habitantes da região e de abrigar fugitivos às autoridades turcas. O mosteiro continuou a ministrar educação escolar às populações cristãs locais e entre 1833 e 1840 deu às escolas da região 700 piastras turcas.

## A tragédia de Arcádi

### Contexto

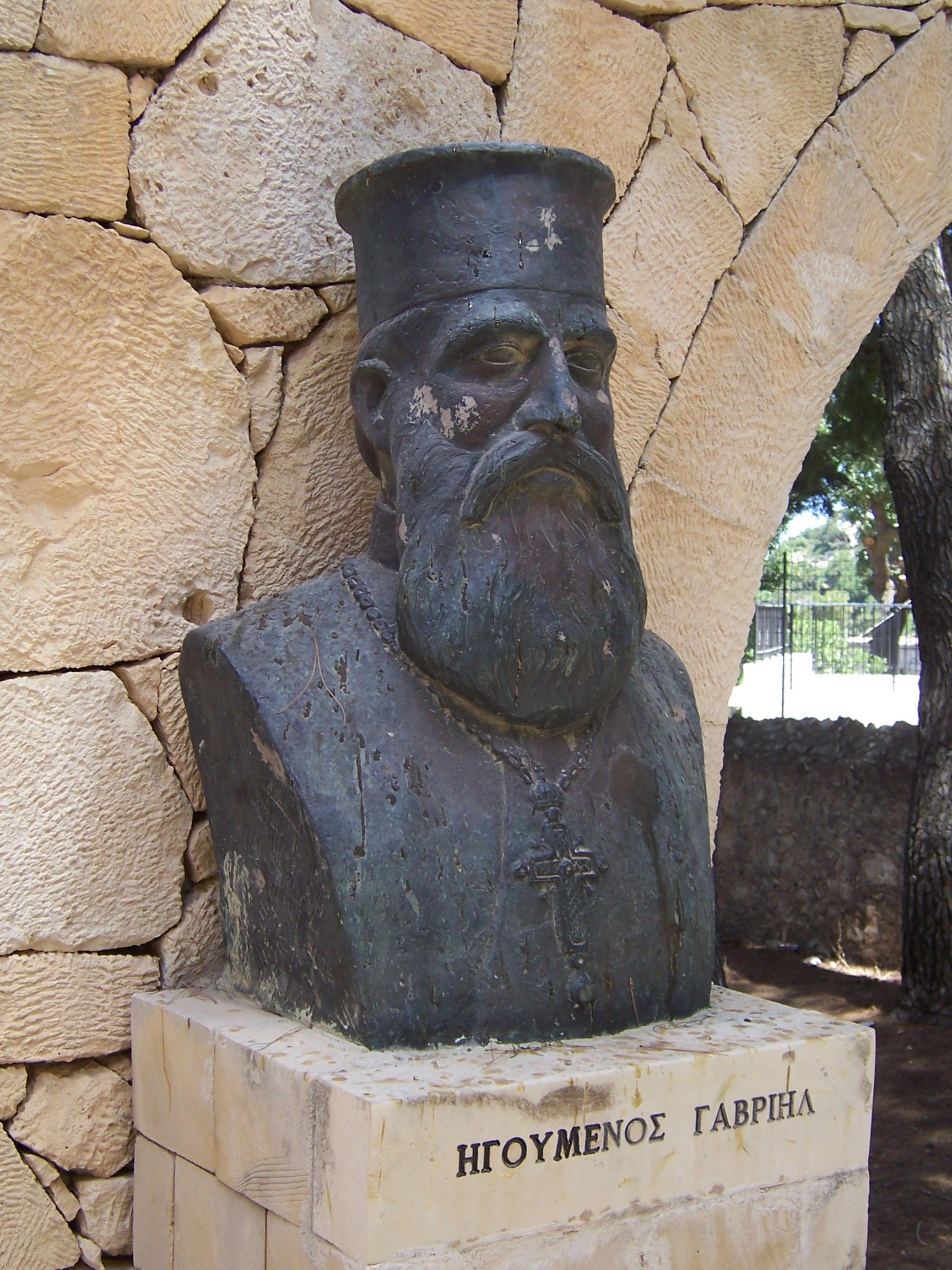
Busto do hegúmeno de Gabriel Marinakis, o hegúmeno de Arcádi m 1866, no memorial do mosteiro

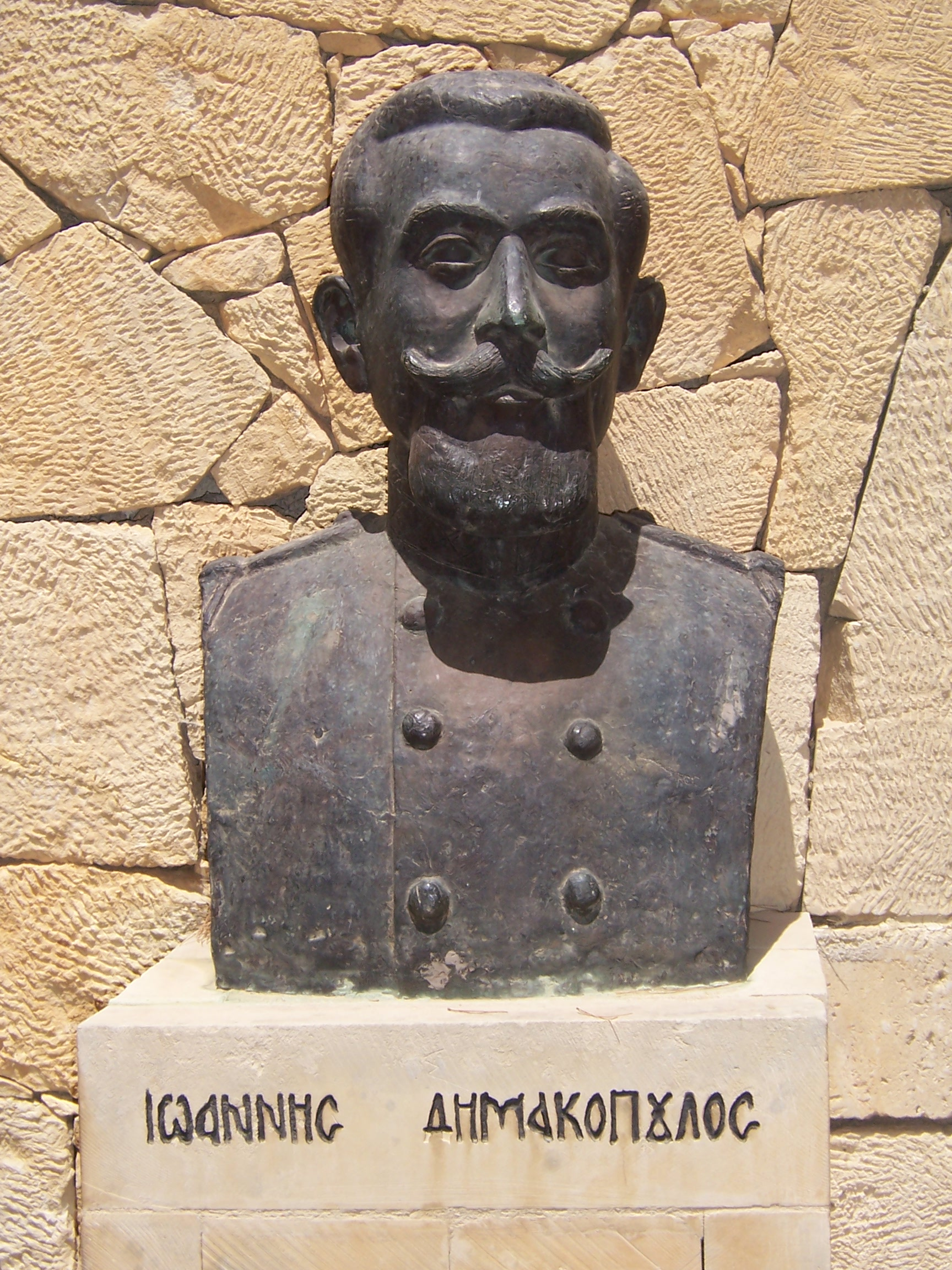
Busto de Ioannis Dimakopoulos no memorial do mosteiro

Apesar de Creta se ter sublevado contra a ocupação otomana durante a guerra de independência da Grécia (1821–1829), o Protocolo de Londres de 1830 não permite que a ilha faça parte do novo estado grego. A 30 de março de 1856, o Tratado de Paris, que pôs fim à Guerra da Crimeia, obrigava o sultão otomano a aplicar o hatt-ı hümâyun de 1856 (decreto imperial) no qual era consagrada a igualdade civil e religiosa perante a lei otomana dos cristãos e dos muçulmanos. Contudo, as autoridade otomanas em Creta estavam reticentes. Perante o grande número de conversões de muçulmanos (maioritariamente antigos cristãos convertidos ao islão), as autoridade imperiais tentam restringir a liberdade de consciência. A instauração de novas taxas e do recolher obrigatório fazem aumentar ainda mais o descontentamento. Em abril de 1858, 5 000 cretenses reúnem-se em Butsunaria, uma aldeia 10 km ao sul de Chania. Finalmente, um decreto imperial publicado a 7 de julho de 1858 garante-lhes privilégios em matéria religiosa, judiciária e fiscal.
Uma segunda causa para a insurreição de 1866 foi a intervenção de Ismail Paxá, quediva do Egito, numa querela interna sobre a organização dos mosteiros cretenses. Várias personalidades laicas preconizavam a partir de 1862 que os bens dos mosteiros passassem para o controlo de um conselho de anciãos e que com eles fossem criadas escolas, o que tinha a oposição dos bispos. Ismail Paxá interveio no diferendo dos cristãos designando pessoas para debater o assunto, anulando a eleição dos membros considerados indesejáveis e prendendo os membros do comité que tinha sido encarregado de se ir encontrar com o patriarca de Constantinopla para discutir o problema. Esta intervenção provocou reações violentas na população cristão cretense.
Na primavera de 1866, houve reuniões em diversas aldeias. A 14 de maio, uma assembleia teve lugar no Mosteiro de Santa Domênica (Agia Kyriaki), em Butsunaria, na qual foi redigida uma petição que foi enviada ao sultão e aos cônsules das diversas potências representadas em Chania. Durante as primeiras reuniões dos comités revolucionários na primavera de 1866 foram eleitos representantes por cada província; o o representante da região de Retimno foi o hegúmeno de Arcádi, Gabriel Marinakis.
Quando estas nomeações foram anunciadas, Ismail Paxá enviou uma mensagem ao hegúmeno por intermédio do bispo de Retimno, Calínico Nikoletakis. Nessa carta, exigia ao hegúmeno que dissolvesse a assembleia revolucionária de Arcádi sob pena de ver o seu mosteiro destruído pelas tropas otomanas. No mês de julho de 1866, Ismail enviou as suas tropas para capturarem os insurgentes, mas o membros do comité revolucionário fugiram antes da chegada dos otomanos. Os turcos abandonaram o mosteiro, mas antes destruíram os ícones e os objetos sagrados.
Em setembro, Ismail Paxá enviou ao hegúmeno outra ameaça de destruição do mosteiro se a assembleia não se rendesse. Os revoltosos decidem então montar um sistema de defesa do mosteiro. A 24 de setembro, o comandante grego Panos Koronaios chegou a Creta para apoiar a revolta, desembarcando em Balí. Koronaios dirigiu-se a Arcádi, onde foi designado comandante em chefe da revolta para a região de Retimno. Como militar de carreira, Koronaios era da opinião que o mosteiro não tinha sido feito para ser uma praça-forte, ao contrário do que pensavam o hegúmeno e os monges. Koronaios acabou por aceitar a opinião do hegúmeno, mas aconselhou a destruição dos estábulos para que o edifício não pudesse ser usado pelos otomanos, um conselho que também não foi seguido. Após ter nomeado um certo Ioannis Dimakopoulos para o posto de comandante da guarnição do mosteiro, Koronaios abandonou o local. Depois disso, numerosos habitantes dos arredores, sobretudo mulheres e crianças, procuraram refúgio no mosteiros, alguns com os bens de valor que possuíam, na esperança de os poderem salvar das pilhagens dos otomanos. No dia 7 de novembro, o mosteiro abrigava 964 pessoas; 325 eram homens, 259 deles armados, o resto eram mulheres e crianças.

### Chegada dos otomanos

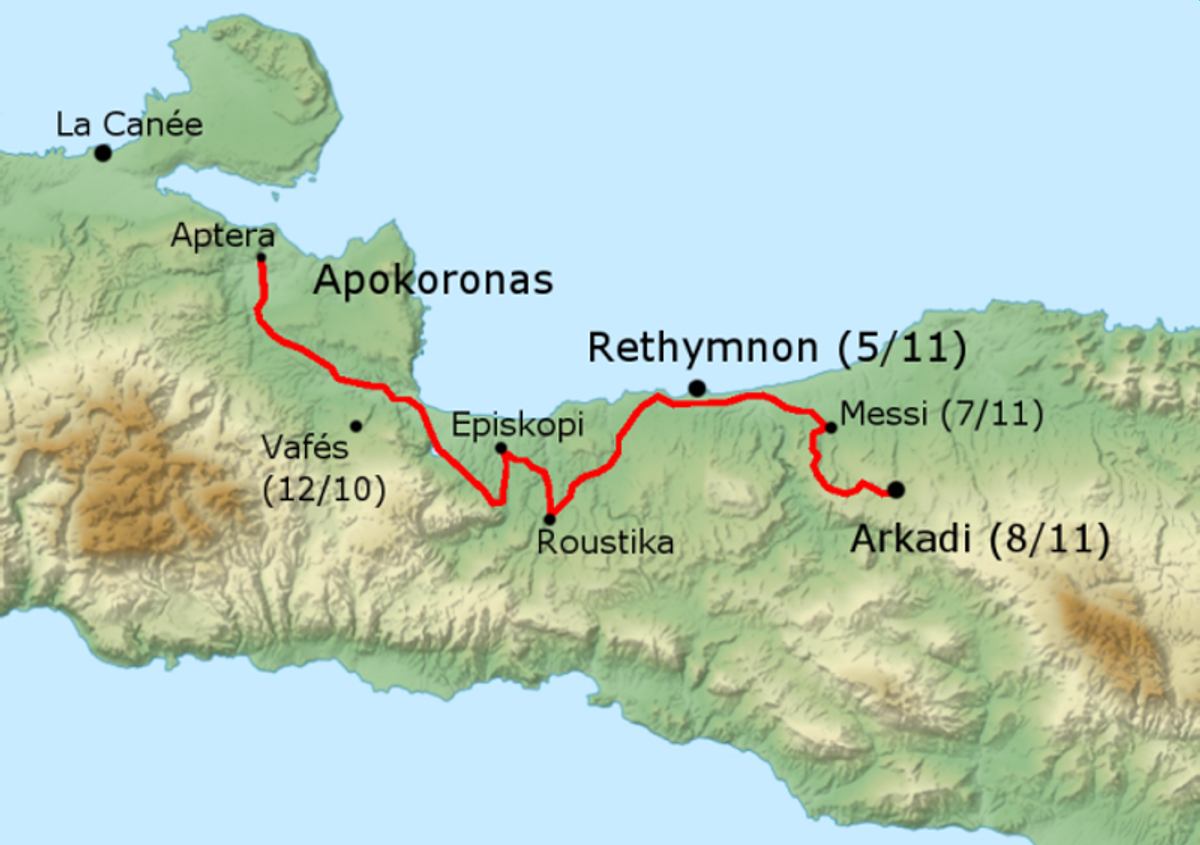
Percurso das tropas otomanas desde Áptera até Arcádi

Na sequência da vitória das tropas de Mustafá Paxá em Vafés, na região de Apocórona, o grosso do exército turco estacionou nessa área, principalmente na fortaleza que domina a baía de Suda situada junto às ruínas da antiga cidade de Áptera. Perante a recusa do mosteiro de Arcádi em render-se, Mustafá Paxá fez marchar as suas tropas apara Arcádi, em direção a leste. Fez uma paragem na aldeia de Episcópi, que foi completamente saqueada, de onde enviou uma carta ao comité revolucionário de Arcádi, exigindo a sua rendição e informando que chegaria ao mosteiro nos dias seguintes. O exército otomano dirigiu-se seguidamente para a aldeia de Rústica, onde Mustafá passou a noite, no Mosteiro do Profeta Elias (Profitis Ilias), enquanto o seu exército bivacou nas aldeias de Rústica e de Ágios Konstantinos. Mustafá chegou a Retimno no dia 5 de novembro, onde recebeu reforços turcos e egípcios. As tropas otomanas chegaram ao mosteiro de Arcádi na noite de 7 para 8 de novembro. Mustafá, que tinha acompanhado os seus homens até um local relativamente perto do mosteiro, acampou com o seu estado-maior na aldeia de Messi.

### O assalto

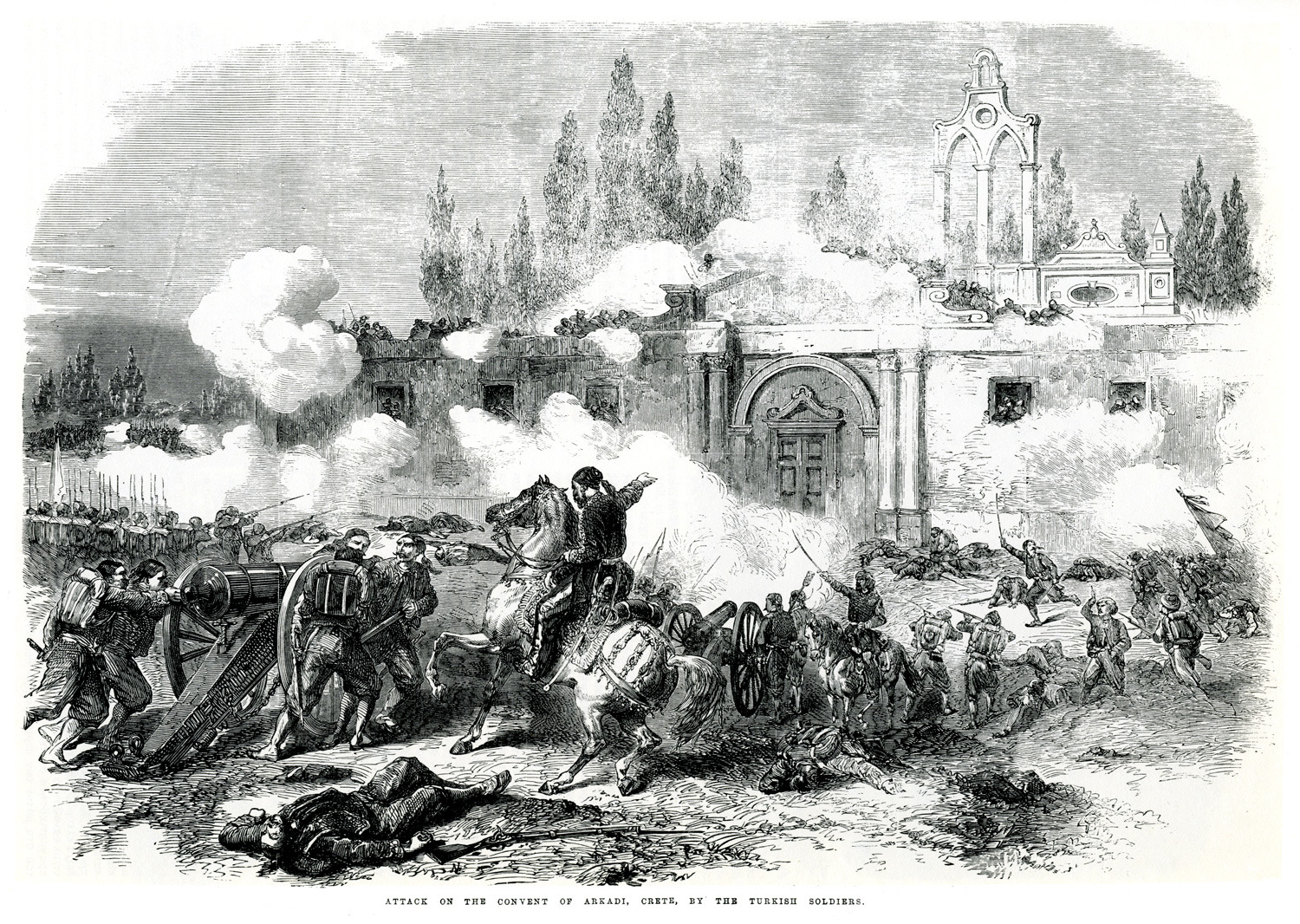
Gravura de 1867 representando o assalto dos otomanos

Na manhã do dia seguinte, um exército de 15 000 homens e trinta canhões comandado por Solimão (Suleyman) chegou ás imediações do mosteiro, enquanto Mustafá continuava em Messi. Posicionado no alto da colina de Coré, cerca de 500 metros a norte do mosteiro, Solimão apelou aos insurgentes que se rendam, recebendo como única resposta vários tiros.
Os otomanos lançaram-se então ao assalto. O seu primeiro objetivo era a porta principal do mosteiro, na fachada ocidental. A batalha durou todo o dia, sem que os otomanos tenham conseguido entrar no mosteiro. Os sitiados tinham barricado fortemente a porta e desde o início dos combates que a sua tomada se afigurou difícil. Os cretenses estavam relativamente protegidos pelos muros do mosteiro, enquanto que os otomanos, sem proteção contra os disparos dos insurgentes, sofreram numerosas baixas. O moinho de vento do mosteiro, onde sete cretenses tinham tomado posição, foi rapidamente tomado pelos turcos, que lhe lançam fogo, queimando o edifício com os guerrilheiros lá dentro.
O assalto parou ao cair da noite. Os otomanos fizeram vir de Retimno dois canhões pesados, um deles chamado Koutsahila, que foi colocado no estábulo. No lado dos insurgentes, um conselho de guerra decidiram pedir ajuda a Panos Koronaios e a outros líderes cretenses da região de Amári. Dois cretenses desceram pelas janelas do mosteiro até ao chão usando cordas e, disfarçados de turcos, passaram as linhas otomanas. Os mensageiros voltaram mais tarde nessa noite, trazendo a má notícia de que era impossível chegaram reforços pois todas as estradas de acesso ao mosteiros estavam bloqueadas pelos turcos.
Os combates foram reiniciados ao nascer do sol do dia 9 de novembro. Os canhões acabaram por derrubar as portas do mosteiro, onde os turcos correram para penetrar no interior. Novamente sofreram pesadas baixas. No entanto, os cretenses já tinham poucas munições e muitos deles vêm-se forçados a combater com baionetas e todo o tipo de objetos pontiagudos, o que pôs os turcos em vantagem.

### O massacre

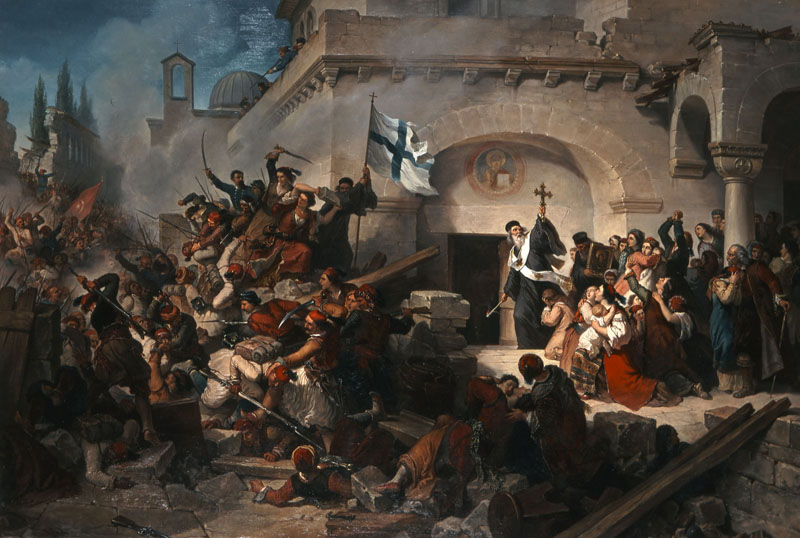
Pintura de Giuseppe Lorenzo Gatteri representando o hegúmeno Gabriel reunindo os sitiados para irem para o paiol

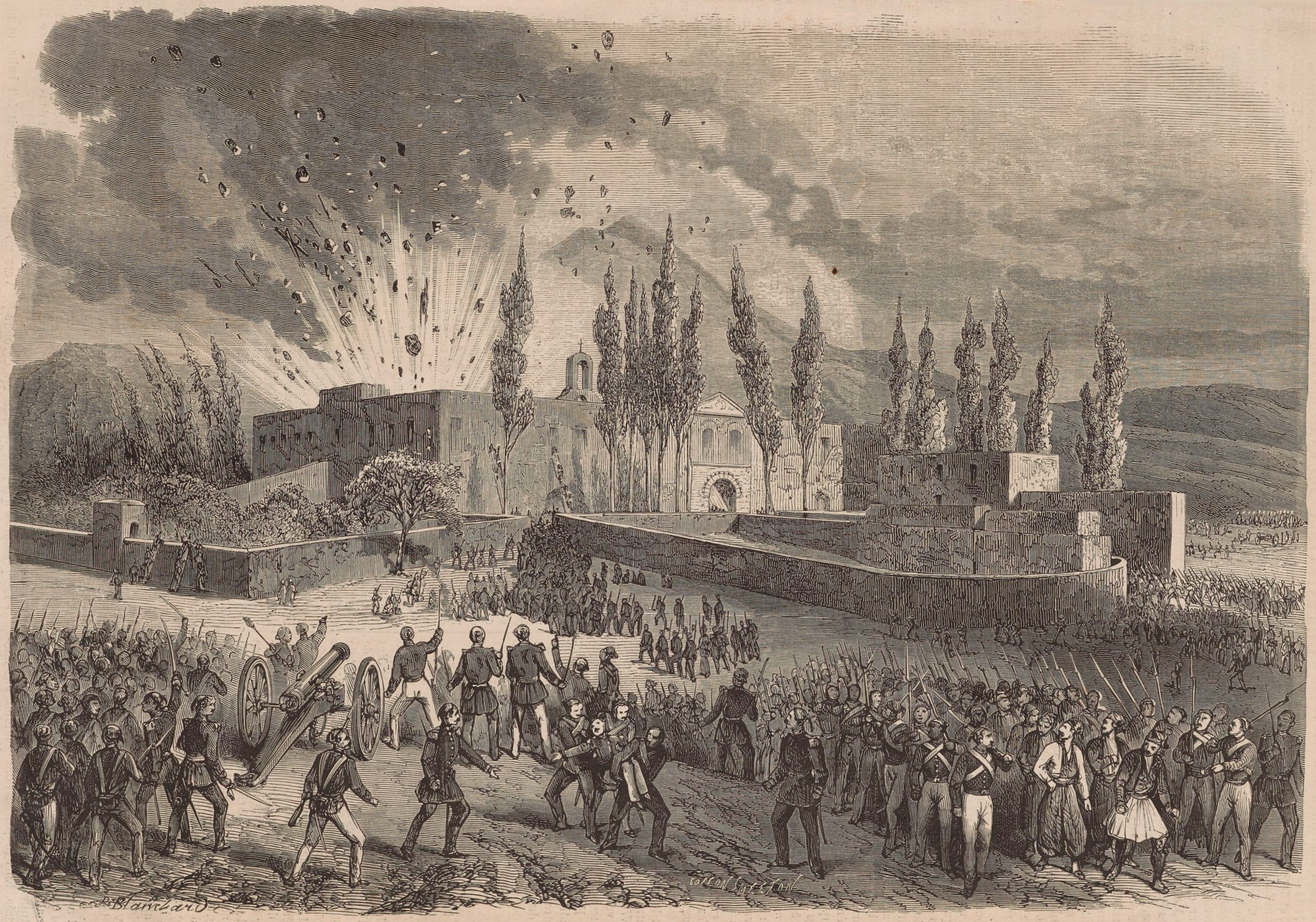
Gravura de 1867 representando a explosão do paiol

Os últimos combatentes cretenses acabaram por ser forçados a esconder-se em algumas salas do mosteiro. Trinta e seis deles, com falta de munições refugiaram-se no refeitório; foram massacrados pelos turcos quando estes conseguiram partir a porta.
Entretanto, numerosas mulheres e crianças tinham-se refugiado no paiol do mosteiro. Dali, Konstantinos Giabudakis chamou as pessoas que se tinham escondido nas divisões vizinhas para que se juntassem a ele. Quando centenas de turcos correram para a entrada do paiol, Giabudakis disparou sobre os barris de pólvora, fazendo explodir todo o paiol, o que provocou a morte dos seus ocupantes e de numerosos turcos. Noutra divisão do mosteiro onde também se guardava pólvora, outros insurgentes tentaram o mesmo gesto heroico, mas a pólvora estava húmida, pelo que só explodiu parcialmente e só provocou a destruição da parte norte da divisão.
Das 964 pessoas que estavam no mosteiro no início do assalto, 864 foram mortas durante os combates ou nas explosões. 114 homens e mulheres foram capturados e só três ou quatro conseguiram escapar. Dois destes últimos eram os mensageiros que durante a noite tinham ido pedir reforços. Uma das vítimas mortais foi o hegúmeno Gabriel. Segundo a lenda, teria sido ele quem pegou fogo aos barris de pólvora, mas é mais provável que tenha morrido durante os combates do primeiro dia.
As baixas mortais turcas são estimadas em 1 500. Os seus corpos foram enterrados em vários locais ou ficaram sem sepultura, o mesmo acontecendo com numerosos cristãos, tendo acabado por ser caçados nas gargantas vizinhas. Posteriormente as ossadas de muitos cristãos foram recolhidas e colocadas no moinho de vento, que foi transformado em ossário de homenagem aos heróis de Arcádi. Entre as tropas otomanas encontrava-se uma unidade de egípcios coptas nas colinas sobranceiras ao mosteiro. Estes cristãos, recusando-se a a disparar sobre outros cristãos, teriam disparado para o vazio e deixaram caixas de munições no local.
A sorte dos sobreviventes do massacre foi pouco melhor do que a dos que morreram durante os combates. Os 114 prisioneiros foram levados para Retimno onde sofreram muitas humilhações por parte dos oficiais durante o transporte e da população muçulmana que os esperou à entrada da cidade, que lhes atirou pedras e os cobriu de insultos. As mulheres foram encerradas durante uma semana na Igreja da Apresentação da Virgem. Os homens estiveram encarcerados um ano inteiro em condições deploráveis. O cônsul da Rússia interveio para exigir a Mustafá Paxá que lhes desse condições elementares de higiene e deu roupa aos prisioneiros. Ao fim de um ano, os prisioneiros foram libertados e puderam voltar às suas aldeias.

### Reações internacionais
Os otomanos consideraram a tomada de Arcádi uma grande vitória e celebraram-na solenemente disparando salvas de canhão. Em contrapartida, os eventos de Arcádi provocaram emoção e indignação não só aos cretenses, mas também na Grécia e no resto do mundo. A tragédia marcou um ponto de viragem na opinião pública internacional com repercussão semelhante à que teve o cerco de Missolonghi durante a guerra da independência grega 40 anos antes. Muitos filelenistas de todo o mundo pronunciaram-se a favor dos cretenses e voluntários sérvios e italianos foram para Creta apoiar a causa dos rebeldes. Gustave Flourens, então professor do Collège de France, também foi para Creta no fim de 1866, onde formou um pequeno grupo de de filocretenses com outros três franceses, um inglês, um americano, um italiano e um húngaro. Este grupo publicou uma brochura sobre a «Questão do Oriente e da Renascença Cretense», contactou políticos franceses e organizou conferências em França e em Atenas. Os cretenses chegaram mesmo a nomeá-lo deputado da sua assembleia, mas a sua ação esbarrou na recusa das grandes potências em intervir.

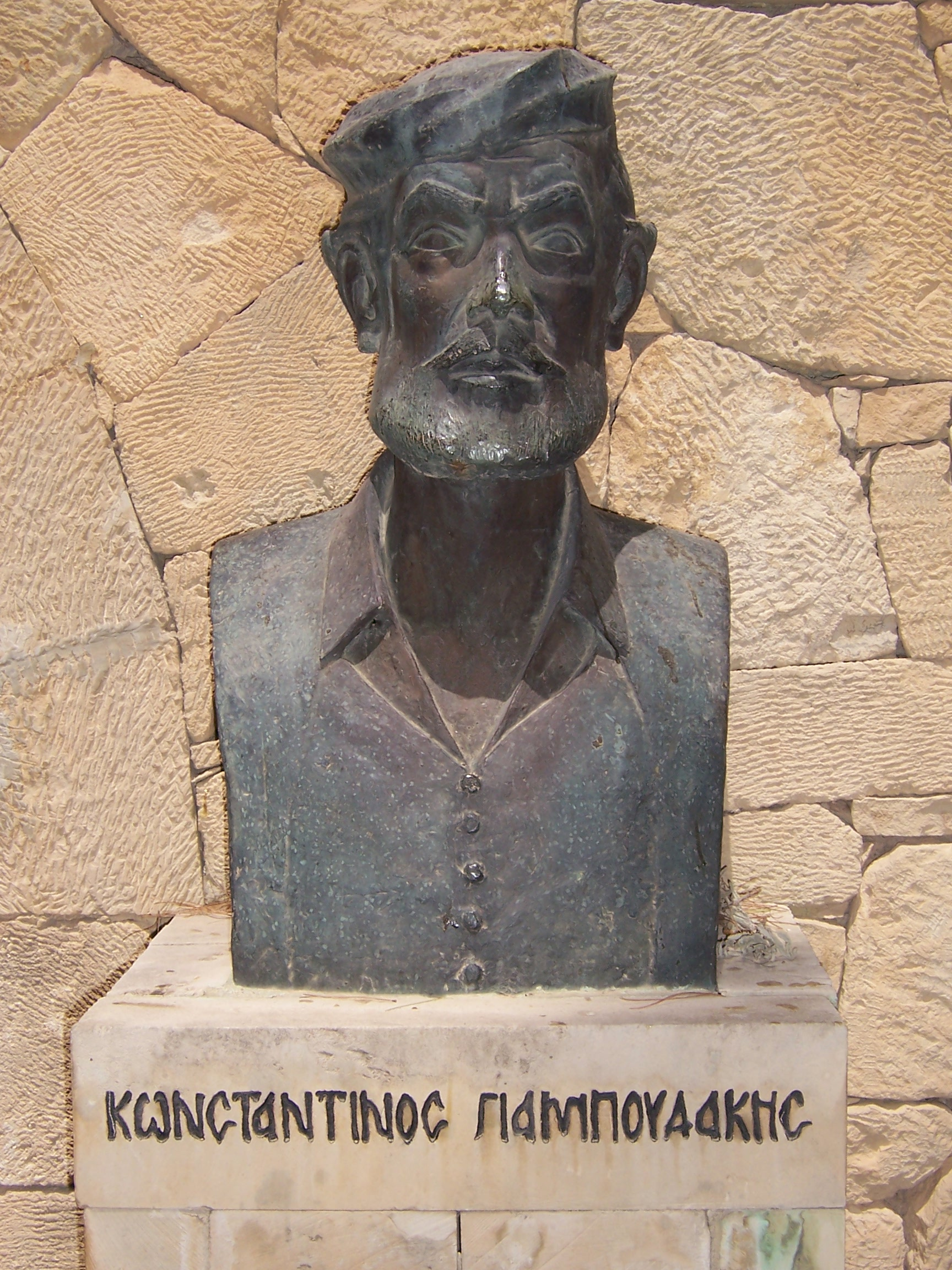
Busto de Konstantinos Giabudakis, o rebelde que fez explodir o paiol

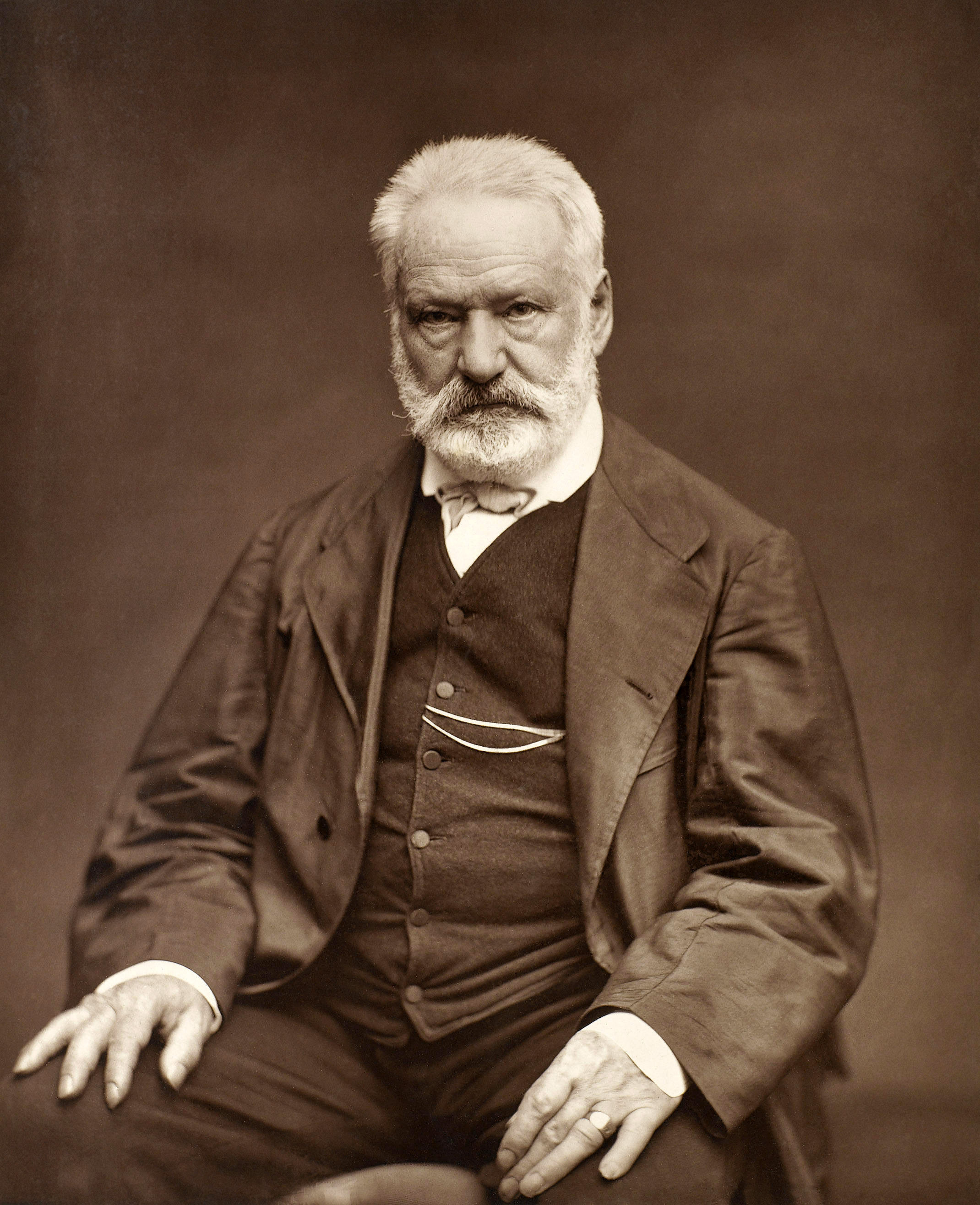
Victor Hugo

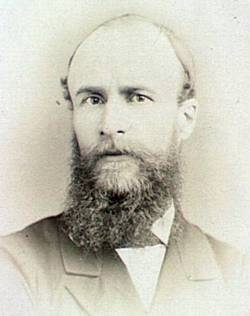
Gustave Flourens

Nas suas cartas, Giuseppe Garibaldi exaltou o patriotismo dos cretenses e desejou-lhes a vitória pela independência. Numerosos garibaldianos, movidos por um filelenismo ardente, foram para Creta e participaram em vários combates. Victor Hugo publicou cartas no jornal Kleio de Trieste onde alertou a opinião pública do mundo inteiro. Nelas encoraja os cretenses dizendo-lhes que a causa deles certamente vencerá. Hugo salienta o facto do drama de Arcádi não diferir em nada dos massacres de Psara e de Missolonghi e descreve em detalhe a tragédia de Arcádi:
| “ | Ao escrever estas linhas eu obedeço a uma ordem vinda de cima; a uma ordem vinda da agonia... Conhecemos esta palavra, Arcadion, conhecemos mal o facto. Aqui estão os detalhes precisos e quase ignorados. Em Arcadion, mosteiro do monte Ida, fundado por Heráclio, dezasseis turcos atacam cento e noventa e sete homens, e trezentas e quarenta e três mulheres, mais as crianças. Os turcos têm vinte e seis canhões e dois obuses, os gregos têm duzentos e quarenta espingardas. A batalha dura dois dias e duas noites; o convento foi crivado por doze centenas de balas; uma parede desmorona-se, os turcos entram, os gregos continuam o combate, cento e cinquenta espingardas estão foram de serviço, luta-se ainda seis horas nas celas e nas escadas e há dois mil cadáveres no pátio. Por fim a última resistência é esmagada; um mar de turcos vencedores enche o convento. Não resta mais do que uma sala barricada onde está o paiol de pólvora, e nesta sala, perto de um altar, ao de um grupo de crianças e de mães, um homem de vinte e quatro anos, o hegúmeno Gabriel, em oração. Lá fora matam-se os padres e os maridos mas não terem sido mortas, esta será a desgraça destas mulheres e dos seus filhos, prometidos a dois haréns. A porta, batida com golpes de machado, vai ceder e tombar. O velho pega numa vela do altar, olha para aquelas crianças e aquelas mulheres, atira a vela para a pólvora e salva-os. Uma intervenção terrível, a explosão, resgata os vencidos, a agonia faz-se triunfo, e este convento heroico, que combateu como uma fortaleza, morre como um vulcão. | ” |
|   | — Victor Hugo, 1867 . |   |

Não encontrando o apoio necessário junto das grandes potência europeias, os cretenses procuraram a ajuda dos Estados Unidos. Nesta época os americanos tentavam implantar-se no Mediterrâneo e mostraram interesse por Creta. Há relatórios que mostram que eles procuravam um porto no Mediterrâneo e que equacionavam a compra da ilha de Milos, entre outras ou obter uma ilha da Sublime Porta. A luta cretense teve ecos favoráveis na opinião pública norte-americana. Os filelenistas americanos chegaram a apoiar a independência da ilha e durante o ano de 1868 foi enviada à Câmara dos Representantes um pedido de reconhecimento de Creta livre. No entanto, esse órgão  acabou por decidir optar pela via diplomática, preferindo seguir uma política de não intervenção nos assuntos otomanos.

## Arquitetura
|                                                   | Legenda: |
| 01. porta ocidental                               |          |
| 02. claustro                                      |          |
| 03. despensa                                      |          |
| 04. queijaria                                     |          |
| 05. adega                                         |          |
| 06. armazém de azeite                             |          |
| 07. armazéns                                      |          |
| 08. despensa dos monges                           |          |
| 09. celas dos monges                              |          |
| 10. paiol                                         |          |
| 11. despensas                                     |          |
| 12. cozinhas                                      |          |
| 13. despensa                                      |          |
| 14. refeitório (atualmente transformado em museu) |          |
| 15. adro                                          |          |
| 16. hospedaria                                    |          |
| 17. igreja                                        |          |

### Muros exteriores e portas

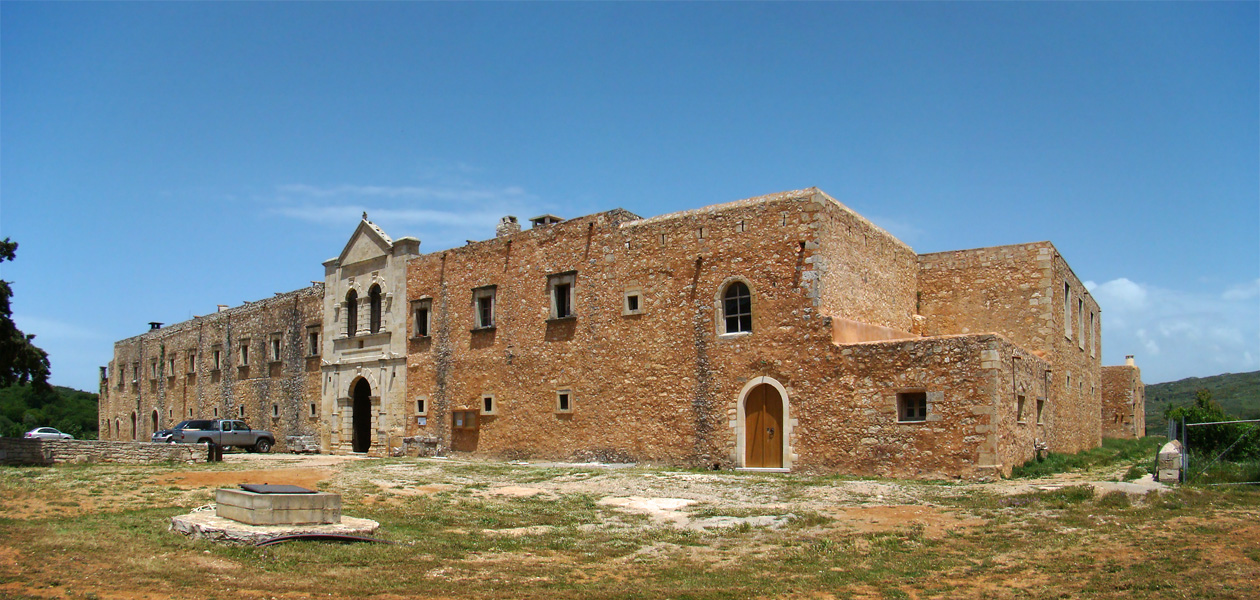
Exterior do lado ocidental do muro do mosteiro, onde se situa a porta principal

Os muros exteriores formam um quadrilátero quase retangular, que visto do exterior dá ao mosteiro o aspeto de uma fortaleza. A semelhança com uma fortaleza é reforçada pelos balestreiros existentes na parte superior do muro ocidental e sobre as fachadas sul e leste. Os muros têm cerca de 1,2 metros de espessura e delimitam uma complexo que ocupa 5 200 m². Na parte interna do recinto encontram-se vários edifícios, como a casa do hegúmeno, as celas dos monges, o refeitório, armazéns, o paiol e a hospedaria. Os principais acessos ao mosteiro eram os portões no lado ocidental e no lado oriental. Havia também portas mais pequenas, uma na esquina sudeste, duas a norte e outra na fachada ocidental.
A porta central do mosteiro encontra-se na fachada ocidental do recinto. É chamada "Rethemniotiki" ou "Haniotiki", devido a estar orientada em direção a Retimno e a Chania (Hania). A porta original foi construída em 1693 pelo hegúmeno Neófito Drossas. Num manuscrito conservado no mosteiro há uma descrição do aspeto desta porta antes de ter sido destruída em 1866, durante o assalto otomano. Construída com pedras quadradas, tinha duas janelas no andar de cima, decoradas com frontões piramidais enquadrados por colunas caneladas decoradas com leões. Sobre o frontão da fachada havia uma inscrição onde se lia: «Senhor, vela a alma do teu servo, o hegúmeno Neófito Drossas, e as de todos os nossos irmãos cristãos». A porta atual foi construída em 1870. A forma geral da porta antiga foi mantida, com duas janelas no andar de cima, enquadradas por duas colunas, mas a inscrição de homenagem a Drossas, os leões e os frontões piramidais não foram reconstruídos.
A segunda porta principal encontra-se na fachada oriental do recinto do mosteiro. Por estar virada para Heraclião, antigamente chamada Kastro, é chamada Kastrini. Como aconteceu com a porta ocidental, foi destruída em 1866 e reconstruída em 1870.

### Igreja

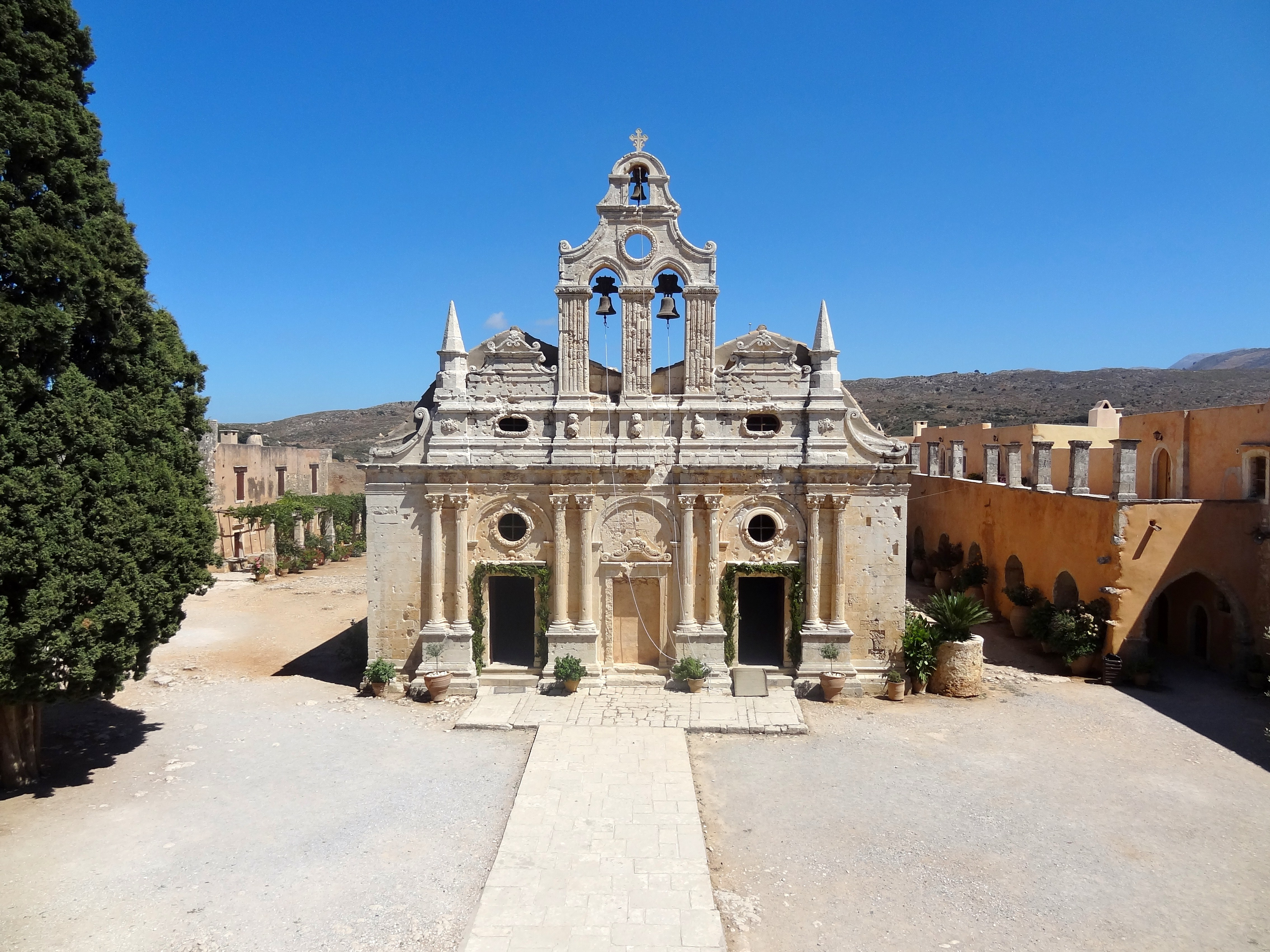
Fachada da igreja vista de cima da porta ocidental exterior do mosteiro

A igreja é uma basílica situada ligeiramente a sul do centro do recinto. Tem duas naves e o seu eixo está orientado na direção leste-oeste. A nave setentrional é dedicada à Transfiguração de Cristo e a nave meridional é dedicada a São Constantino e a Santa Helena. Segundo a inscrição gravada na fachada do campanário, a igreja terá sido erigida em 1587 por Klimis Chortatsis. A arquitetura do edifício é marcada por uma forte influência renascentista, o que é explicável devido ao facto da sua construção datar da época em que Creta era uma colónia da República de Veneza.
Na parte inferior da fachada, construída em blocos quadrados de alvenaria regular, o elemento principal é constituído por quatro pares de colunas com capitéis coríntios. Apesar da influência antiga nos capitéis, as colunas, assentes em bases elevadas, são de origem gótica. Entre cada par de colunas há um arco de volta inteira. Em cada um dos dois arcos laterais há uma porta encimada por uma óculo circular, decorado com palmetas no contorno. No arco central há uma porta cega, meramente decorativa.

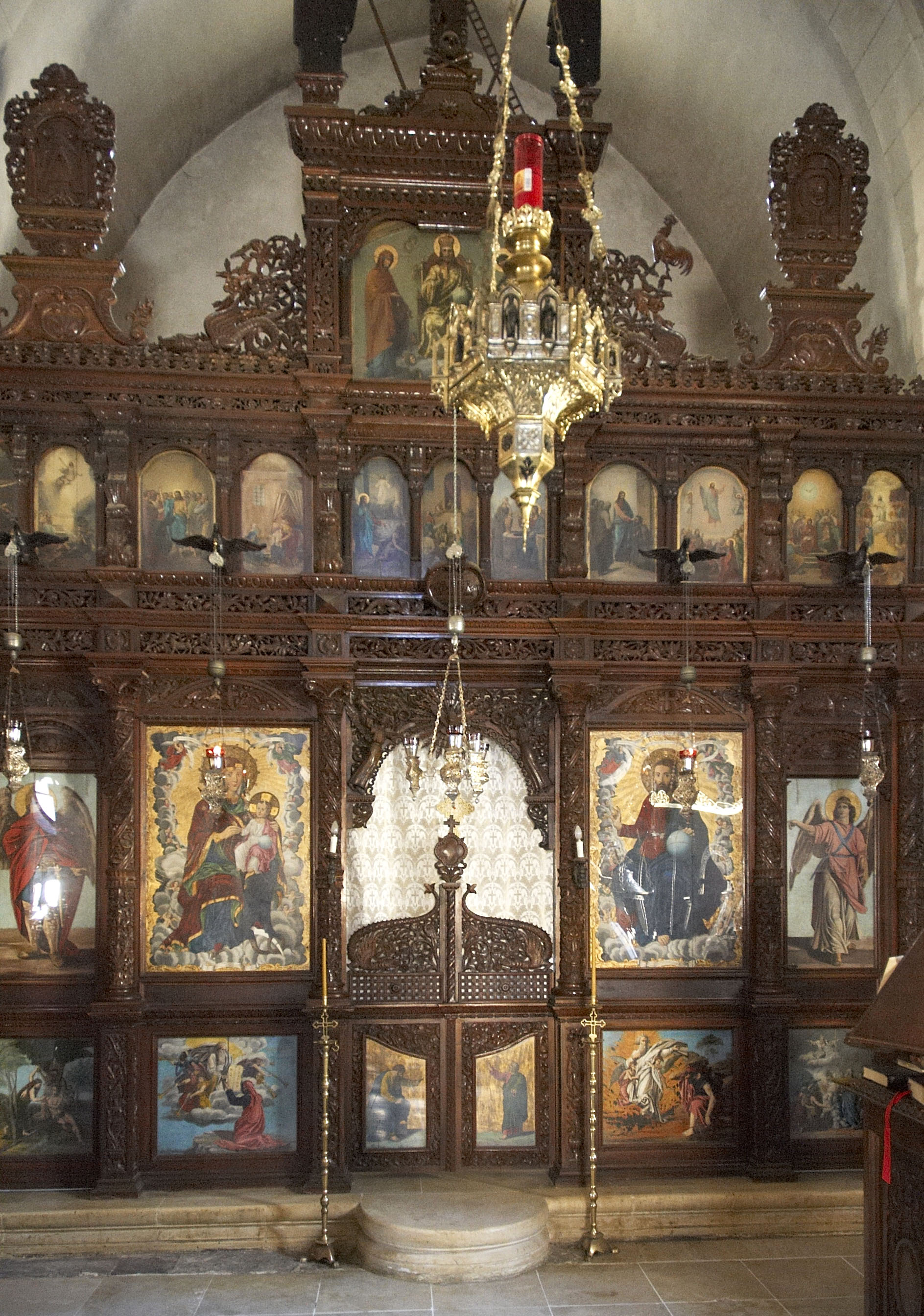
Iconóstase da igreja

Na parte superior da fachada, por cima das colunas, há uma série de molduras e aberturas em forma de elipse, também elas ornamentadas com palmetas nos contornos. Ao centro dessa parte superior ergue-se o campanário e em cada uma das extremidades há dois obeliscos de inspiração gótica. Estudos comparativos da fachada da igreja com obras dos arquitetos italianos Sebastiano Serlio e Andrea Palladio mostram que o arquiteto da igreja provavelmente inspirou-se neles.
Em 1645, a igreja foi danificada por pilhagens, que destruíram o altar. Quando o mosteiro foi assaltado pelos otomanos em 1866, a igreja foi incendiada, e o altar, os ícones e as absides foram destruídas. Só se salvaram das chamas uma cruz, dois anjos em madeira e um fragmento da Ressurreição de Cristo.
A iconóstase atual, em madeira de cipreste, foi erigida em 1902. Entre 1924 e 1927, por iniciativa do metropolita Timothéos Vénéris, foram empreendidas obras de consolidação e de restauro das absides e do campanário. As coberturas das paredes interiores foram substituídas em 1933.

### Paiol

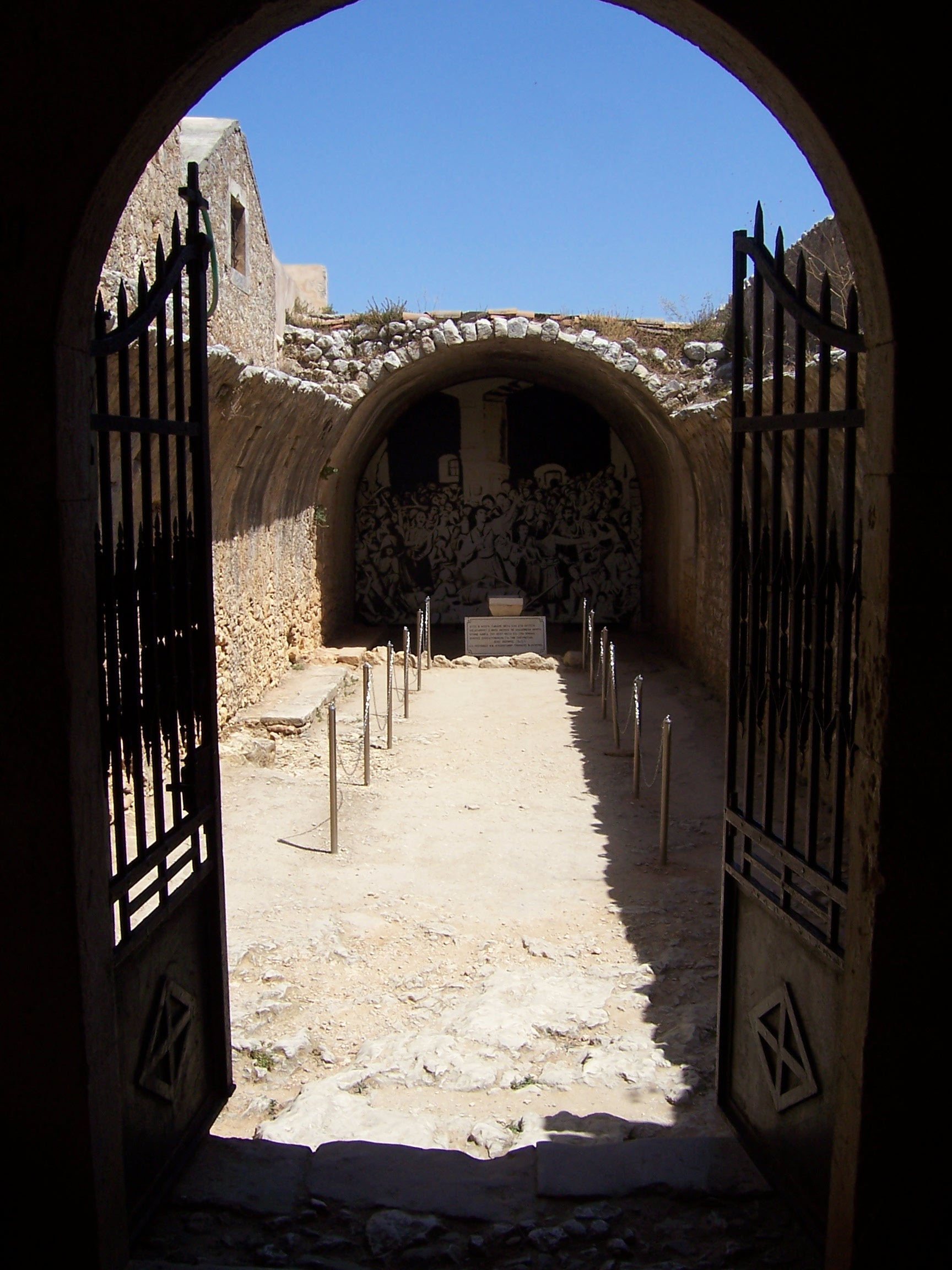
Paiol

Até 1866, o paiol situava-se na parte sul do recinto. Pouco antes do ataque turco, por se recear que os atacantes pudessem furar facilmente as paredes e fizessem explodir o mosteiro, as munições foram trasladadas para a adega, o que deveria assegurar maior segurança. O paiol era um edifício abobadado de forma oblonga, com 21 por 5,4 metros. Foi completamente destruído pela explosão de 1866, à exceção de uma pequena parte da abóbada da parte ocidental.
Em 1930, o arcebispo Timóteo Veneris mandou colocar uma inscrição comemorativa dos eventos de 1866, que foi encastrada na parede oriental. Atualmente está no chão e nela pode ler-se:
| “ | A chama que acendeu no fundo desta cripta e, de um lado ao outro, iluminou a gloriosa ilha de Creta, era uma chama divina na qual os cretenses pereceram pela liberdade. | ” |

### Refeitório
O refeitório, o local onde os monges faziam as suas refeições, situa-se na ala norte do mosteiro. Foi construído em 1867, conforme se lê numa inscrição que se encontra acima da porta que conduz ao pátio do refeitório. Nessa inscrição encontra-se novamente o nome de Néophytos Drossas de forma abreviada (ΝΦΤ / ΔΡC). Desse pátio acede-se também à casa do hegúmeno por uma escada. No lintel superior da porta do refeitório propriamente dito há outra inscrição, em homenagem da Virgem Maria e de um hegúmeno que precedeu Néophytos Drossas: «Virgem Maria, recebe o labor e a devoção infinita do hegúmeno Vlastos 1670». O refeitório é uma sala retangular com 18,1 por 4,8 metros, coberta por uma abóbada. Na parte sua oriental situam-se as cozinhas.
Este edifício, que não sofreu qualquer alteração desde que foi construído em 1687, foi o local onde ocorreram os últimos combates do assalto de 1866. Ainda se podem ver buracos de balas e incisões provocadas por golpes de espada na madeira das mesas e cadeiras.

### Hospedaria
Na parte noroeste do mosteiro há uma hospedaria. Antes de 1866 erguia-se naquele local a casa do hegúmeno, a qual foi completamente destruída durante os combates. Tratava-se de um edifício de dois andares. No rés de chão situavam-se cozinhas, uma sala de jantar e uma divisão que servia de calabouço. Depois da sala de jantar, uma escada conduzia a uma grande sala, chamada sala do sínodo, onde os monges se reunião após os ofícios.
A casa permaneceu em ruínas durante muitos anos após 1866, devido às dificuldades financeiras do mosteiro. No fim do século XIX, o hegúmeno Gabriel Manaris foi a várias cidades da Rússia para tentar reunir fundos para a reconstrução do edifício. Trouxe de lá prata, vasos sagrados e vestes sacerdotais. Em 1904, sob a direção do bispo de Retimno, Dionísio, a casa foi demolida e substituída por uma hospedaria, cuja construção foi terminada em 1906.
|  |  |  |

### Estábulo
No exterior do mosteiro, a cerca de 50 metros da porta ocidental, encontram-se os estábulos do mosteiro. Foram construídos em 1714 pelo hegúmeno Neófito Drossas, conforme atestado pela inscrição acima da porta. O edifício tem 23,9 por 17,2 metros e está dividido em três secções, cada uma com 4,3 m. As paredes internas e externas têm um metro de espessura. Uma escada dá acesso ao teto. O edifício servia de abrigo a animais de carga e tinha também uma divisão para os trabalhadores.
Ainda são visíveis alguns vestígios dos combates de 1866, em particular na escada e nas janelas da fachada oriental.

### Monumento aos mortos

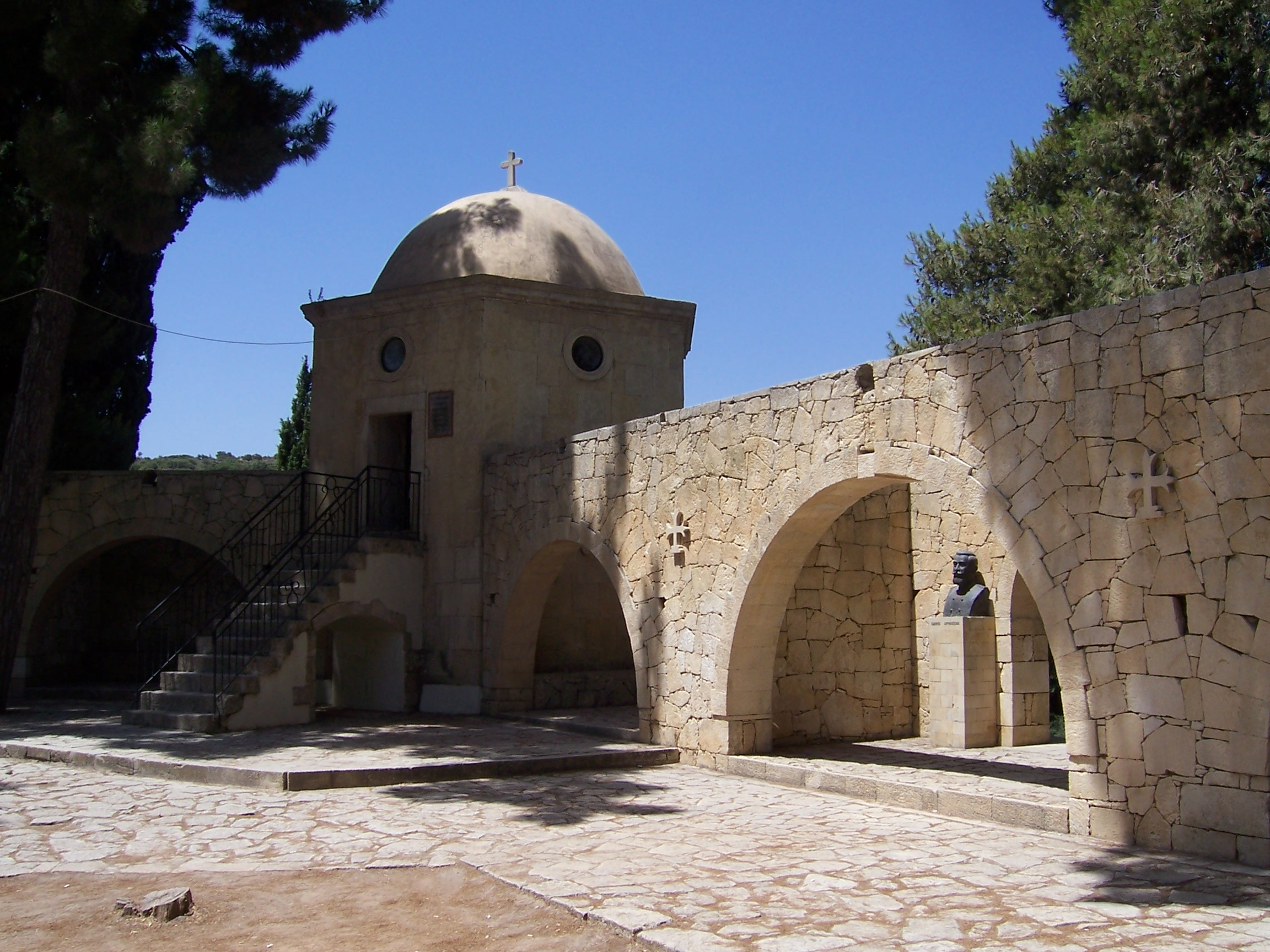
Monumento aos mortos no massacre de 1866

No exterior do mosteiro, cerca de 60 metros a ocidente dele, ergue-se um um memorial aos cretenses mortos em 1866. Situado à beira do planalto sobre o qual se encontra o mosteiro, domina as gargantas em frente. De forma octogonal, o edifício era o moinho de vento do mosteiro, que depois foi transformado em armazém. Passou a ser usado como ossário pouco tempo depois do cerco e adquiriu a sua forma atual em 1910, por iniciativa de Dionísio, então bispo de Retimno.
As ossadas de muitos dos mortos de 1866 estão expostas numa prateleira envidraçada. Os ossos apresentam vestígios claros de combates e alguns deles têm buracos de balas e marcas de golpes de espada. Há também uma inscrição comemorativa do sacrifício dos cretenses que tombaram durante o cerco. Nela pode ler-se: «Nada é mais nobre e mais glorioso o que morrer pelo seu país».

### Obras genéricas
- Dalègre, Joëlle (2002). Grecs et Ottomans, 1453-1953: de la chute de Constantinople à la disparition de l'empire ottoman (em francês). Paris: L'Harmattan. 268 páginas. ISBN 9782747521628
- Détorakis, Téocharis Eustratiou (1988). «Η Τουρκοκρατία στην Κρήτη ("Domínio turco em Creta")». In:  Panagiotakis, M. Creta, História e Civilização (em grego). II. Heraclião: Vikelea
- Détorakis, Téocharis Eustratiou (1994). Istoria tes Kretes (História de Creta) (em grego). Heraclião: Mystys. ISBN 9602207124
- Fisher, John; Grvey, Geoff (2007). The Rough Guide to Crete (em inglês) 7ª ed. Nova Iorque, Londres, Déli: Rough Guides. ISBN 978-1-84353-837-0
- Fishman, J. S. (1988). Diplomacy and Revolution: The London Conference of 1830 and the Belgian Revolt (em inglês). Amesterdão: Chev. ISBN 9789050680035
- Hugo, Victor (1867). Correspondance (em francês). 3. Paris: Faure
- Keightley, Thomas (1830). History of the war of Independence in Greece (em inglês). Edimburgo: Constable
- May, A. J. (dezembro de 1944). «Crete and the United States, 1866-1869». Journal of Modern History (em inglês)
- Talbert, Richard (2000). Barrington Atlas of the Greek and Roman World (em inglês). Princeton, Nova Jérsei: Princeton University Press. ISBN 0-691-03169-X
- Tulard, Jean (1979). Histoire de la Crète (em francês). Paris: Presses universitaires de France. OCLC 29271747

### Obras sobre o mosteiro
- Kalogeraki, Stella (2002). Arkadi. Retimno: Mediterraneo Editions. ISBN 9608227208
- Provatakis, Theocharis (1980). Monastery of Arkadi: History, Art, Traditions. Atenas: Toubi's

### Relatos de viagens
- Pashley, Robert (1837). Travels in Crete (em inglês). Londres e Cambrígia: Pitt Press; John Murray
- Pococke, Richard (1745). A description of the East and some other countries (em inglês). Londres: Richard Pococke
- Pococke, Richard (1772). Voyages en Orient, dans l'Égypte, l'Arabie, la Palestine, la Syrie, la Grèce (em francês). Paris: Costard
- Sieber, Franz Wilhelm (1823). Travels in the island of Crete in the year 1817 (em inglês). Londres: Richard Phillips & Co.
- Tournefort, Joseph Pitton de (1717). Relation d'un voyage du Levant fait par ordre du roy (em francês). Amesterdão: La Compagnie